# Biening
Der Biening ist eine unbewaldete, intensiv landwirtschaftlich genutzte 221,9 m ü. NHN hohe Erhebung des Elbergrunds, einem Teil der Ostwaldecker Randsenken. Sie liegt bei Geismar im hessischen Schwalm-Eder-Kreis.

## Geographie

### Lage
Der Biening liegt südwestlich von Geismar und nordöstlich des jenseits der Eder gelegenen Ungedanken, beides Fritzlarer Stadtteile. Er fällt nach Norden und Osten in das Tal der Elbe ab, die in die südlich der Erhebung verlaufende Eder mündet. Jenseits der Elbe erhebt sich im Osten der Eckerich (266 m) und jenseits der Eder im Süden der Büraberg (274,9 m). Zwischen diesen zwei Erhebungen liegt die Porta Hassiaca, durch welche die Eder aus der Wildunger Senke in die Fritzlarer Ederflur und damit in die Waberner Ebene einfließt. Nahe dem am zum Eder-Zufluss Elbe abfallenden Ostfuß befindet sich die Wüstung Geismar.

### Naturräumliche Zuordnung
Der Biening gehört in der naturräumlichen Haupteinheitengruppe Westhessisches Bergland (Nr. 34), in der Haupteinheit Ostwaldecker Randsenken (341) und in der Untereinheit Naumburger Senken und Rücken (341.4) zum Elbergrund (341.41) und liegt nahe dessen Südende. In derselben Untereinheit leitet die Landschaft nach Osten in den Naturraum Elberberger Höhen (341.42) über, und sie fällt etwa nach Südwesten in das Ostende des Naturraums Wegaer Ederaue (341.51) ab. Zwischen dem Elbergrund und der Wegaer Ederaue schließt sich im Nordwesten der Naturraum Alter Wald (3402.6) an, der in der Haupteinheit Waldecker Tafel (340) zur Untereinheit Waldecker Wald (3402) zählt.

## Schutzgebiete
Bis auf untere Bereiche vom Ost- und Südhang des Biening reichen Teile des Landschaftsschutzgebiets Auenverbund Eder (CDDA-Nr. 378400; 1993 ausgewiesen; 45,05,85 km² groß). Bis auf untere Bereiche des Südhangs reicht das Naturschutzgebiet Schlämmteiche bei Geismar (CDDA-Nr. 165399; 1985; 27,27 ha), das Fauna-Flora-Habitat-Gebiet Untere Eder (FFH-Nr. 4821-305; 16,659 km²) und das Vogelschutzgebiet Ederaue (VSG-Nr. 4822-402; 30,9557 km²).

## Wüstung Geismar
Nahe dem Ostfuß des Biening liegt oberhalb der Elbe die Wüstung Geismar (⊙), die in den 1970er Jahren freigelegt wurde. Die einstige Siedlung bestand vermutlich schon um 200 v. Chr. und war bis ins Mittelalter in mehreren Phasen bewohnt. Damit wurde die Sesshaftigkeit der Chatten in der Zeit der Völkerwanderung archäologisch nachgewiesen.

## Verkehr und Wandern
Nördlich bis nordöstlich vorbei am Biening führt vom Fritzlarer Stadtteil Züschen im Nordwesten kommend durch das Tal der Elbe und durch Geismar die Landesstraße 3214, die dann ostwärts weiter zur Bundesstraße 450 verläuft und kurz danach nordöstlich von Fritzlar an der L 3150 endet. Südlich am Biening vorbei führt überwiegend ostwärts die vom Edertaler Ortsteil Wellen kommende L 3383, die zwischen Geismar im Westen und Fritzlar im Osten die L 3214 erreicht. Auf Feldwegen kann der Biening erwandert werden.